# Chân Lý
Chân Lý là một xã thuộc huyện Lý Nhân, tỉnh Hà Nam, Việt Nam.

## Địa lý - Hành chính
Xã Chân Lý có diện tích 15,05 km², dân số năm 1999 là 11.626 người, mật độ dân số đạt 772 người/km².
Xã nằm ở phía bắc của huyện Lý Nhân, bên bờ sông Hồng và có vị trí địa lý:
- Phía đông giáp huyện Hưng Hà, tỉnh Thái Bình
- Phía tây giáp xã Đạo Lý
- Phía nam giáp các xã Bắc Lý và Trần Hưng Đạo
- Phía bắc giáp thành phố Hưng Yên, tỉnh Hưng Yên.

Xã Chân Lý gồm 10 thôn: Cao Đường, Trẹm Khê, Trương Xá, Đồng Lư Thượng, Đồng Lư Trung, Đồng Lư Hạ, Đồng Yên, Đức Thông, Phú Lư, Vũ Điện. Hiện có 21 doanh nghiệp trên toàn xã.
Từ xã Chân Lý nối với tỉnh Hưng Yên qua cầu Hưng Hà và tỉnh Thái Bình qua cầu Thái Hà.

## Nhân vật nổi tiếng
- Nguyễn Thị Doan, Nguyên Phó Chủ tịch nước Cộng hòa xã hội chủ nghĩa Việt Nam

## Di tích lịch sử
Đền Vũ Điện, còn gọi là Đền Bà Vũ, miếu vợ chàng Trương, thuộc thôn Vũ Điện, xã Chân Lý, huyện Lý Nhân, tỉnh Hà Nam.